# 13 dalunk
A 13 dalunk Falusi Mariann és Presser Gábor lemeze. 2017. március 14-én jelent meg a Nők Lapja CD-mellékleteként.
Presser Gábor írta róla: „Ez egy szobalemez. Nem rendelte meg senki, nem volt határidő, csak meghívtam Marika Nénit, mikor van kedve, énekeljen velem, amit gondol, a könyvespolc és a zongora között. Mariannt én kezdtem el Marika Néninek hívni vagy tíz éve, szemtelenkedésből meg szeretetből. Barátok vagyunk régről, tisztelem, ahogy ember, imádom, ahogy énekel, az egyik legjobb dolog őt zongorakísérni. Ezért, meg sok minden másért írtam »Marika Néni dalát«, ami egy szülinapi köszöntő. Aztán meglepetésszerűen elénekeltem egy csomó barát és tisztelő előtt egy – hol máshol, ha róla van szó? – jótékonysági gálán. Kicsit hüppögött, próbálta rejteni. Én ezt olyankor szoktam, ha kísérem zongorán.”

## Az album dalai
1. Két szív
2. Ne szeress engem
3. A part
4. Bolond szív
5. Amig várok rád
6. Nyárkaucsuk
7. Amikor elmentél
8. Csigabú
9. Csak az idő
10. Várlak
11. Titkos szobák szerelme
12. Ahogy mindenki
13. Marika néni dala